# Ereditarietà eterosomica dominante
L'"ereditarietà eterosomica dominante", o ereditarietà dominante legata al cromosoma X, si riferisce a una situazione in cui un gene responsabile di un disordine genetico si trova sul cromosoma X e una sola copia dell'allele mutato è sufficiente a causare il disturbo, quando ereditato da un genitore affetto.
Questo tipo di ereditarietà è meno comune e non colpisce necessariamente i maschi più delle femmine rispetto all'ereditarietà eterosomica recessiva. Tuttavia, il pattern di trasmissione varia a seconda che il gene provenga dal padre o dalla madre:
- Tutti i padri che sono affetti da ereditarietà autosomica dominante avranno figlie affette ma non figli affetti.
- Se la madre è affetta, figlie e figli avranno una probabilità del 50% di essere affetti, a seconda che erediti il cromosoma X dominante o recessivo.

In alcuni casi, le condizioni legate all'X dominante possono essere letali nei maschi durante lo sviluppo embrionale, dando l'impressione che il disturbo colpisca solo le femmine.

## Malattie legate all'ereditarietà eterosomica dominante
Le malattie ad eredità eterosomica dominante sono molto rare, alcuni esempi:
- Malattia di Fabry[3]
- Sindrome CHILD
- Sindrome dell'X fragile
- Sindrome di Rett